# براد تينسلي
براد تينسلي (بالإنجليزية: Brad Tinsley)‏ مواليد 10 مايو 1989 في أوريغون سيتي، هو لاعب كرة سلة أمريكي بدأ مسيرته الاحترافية في سنة 2012 يلعب مع فريق نادي بورتو في الدوري البرتغالي لكرة السلة كلاعب هجوم خلفي. يبلغ طوله 6 قدم 3 بوصة (1.9 م).

## روابط خارجية
- براد تينسلي على موقع كرة السلة الأوروبية.كوم (الإنجليزية)
- براد تينسلي على موقع كلية كرة السلة في سبورتس رفرنس.كوم (الإنجليزية)
- براد تينسلي على موقع ريلجم (الإنجليزية)
- براد تينسلي على موقع بروبوليرز (الإنجليزية)